# Diamesa
Diamesa (лат.) — род комаров-звонцов из подсемейства Diamesinae.

## Описание
Комары от светло-коричневой до чёрной окраски, длиной тела от 2,6 до 6,3 мм. Усики состоят из 6-13 члеников. Глаза покрыты волосками или голые.  Куколки коричневые или тёмно-коричневые от 3,5 до 8 мм. Личинки коричнево-бурые или зелёные длиной до 12 мм. 

## Экология
Личинки Diamesa являются холодоустойчивыми, развиваются в проточной воде, родниках и реже на мелководьях и в стоячей воде. В северных умеренных регионах имаго несколько видов появляются зимой, ползая по снегу возле ручьев. Самцы, имеющие перистые усиками и стройные ноги во время спаривания активно летают и образуют рои. Другие, имеющие уменьшенные усики и более длинные и более толстые ногами, бегают по камням около ручьев и спариваются на субстрате.

## Кариотип
В диплоидном наборе 4 пар хромосом.

## Классификация
Включает более 100 видов.

## Палеонтология
В ископаемом состоянии известен только один вид Diamesa extincta, найденный в олигоценовых отложениях в США

## Распространение
Представители рода встречаются преимущественно в Голарктике. Несколько видов обитают в Ориентальной области и Афротропике